# Nothomyrmecia macrops
Nothomyrmecia macrops is een mierensoort die tot 2014 was toegekend aan de onderfamilie van de Ecitoninae maar daarna aan de onderfamilie van de Dorylinae en de enige soort van het geslacht Nothomyrmecia. De wetenschappelijke naam van de soort is voor het eerst geldig gepubliceerd in 1934 door Clark. In het Engels wordt de mier "dinosaur ant" (dinosaurusmier) genoemd, omdat de structuur van het lichaam van de Nothomyrmecia macrops lijkt op die van vroege mieren.
De mier komt alleen voor in Australië, alwaar slechts een beperkt aantal kolonies bekend is. De soort staat daarom als kritiek in de Rode Lijst van de IUCN.